# Helbetal

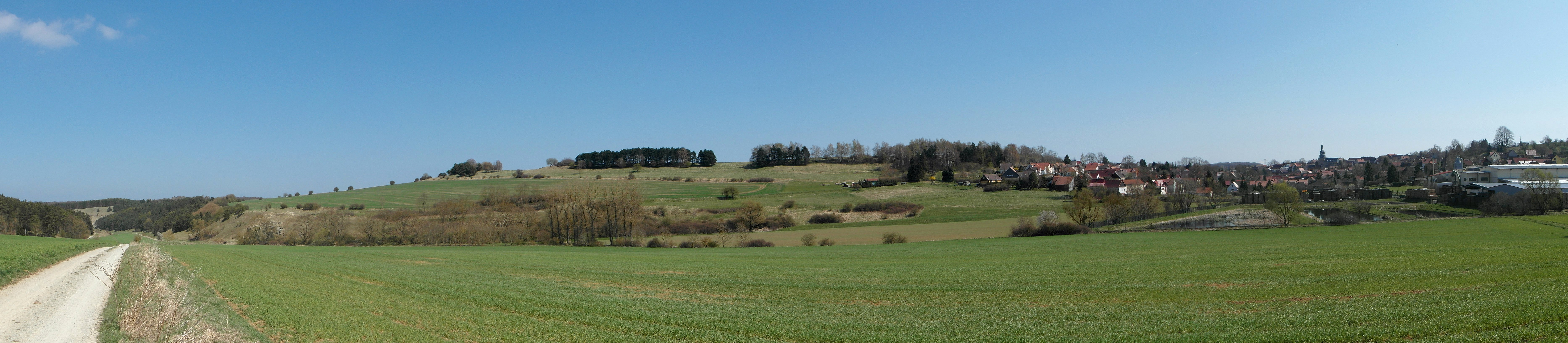
Das Helbetal nördlich Holzthaleben

Das Helbetal, auch Oberes Helbetal, ist ein knapp 14 Kilometer langes Tal im westlichen Kyffhäuserkreis und einem minimalen Anteil im Landkreis Nordhausen in Nordthüringen.

## Geographie

### Lage und Verlauf
Das Helbetal umfasst den Teil des die Helbe begleitenden Tales, welcher sich bis über 100 Meter tief in den Muschelkalk der Nordwestlichen Randplatten des Thüringer Beckens eingeschnitten hat. Es trennt die Höhenzüge der Hainleite im Nordosten und des Dün im Westen. Dün und Hainleite gehen in Kammlagen vergleichsweise fließend ineinander über, so dass eine klare Abgrenzung hier schwieriger ist.
Einen Quellarm der Helbe bildet der auf dem Dün aus westlicher Richtung (Hüpstedt-Keula) kommende Steingraben, der aber wegen der starken Verkarstung im Muschelkalk nur nach stärkeren Niederschlägen oder der Schneeschmelze Wasser führt. Ab Holzthaleben verläuft das eigentliche Helbetal dann in nordöstlicher Richtung. Nach ungefähr drei Kilometern mündet ein weiterer Quellarm aus Richtung Friedrichsrode kommend und das Tal verläuft mit einem scharfen Knick weiter nach Südosten. Bei Wiedermuth erreicht es als mittleres Helbetal das Thüringer Becken.

### Ortschaften

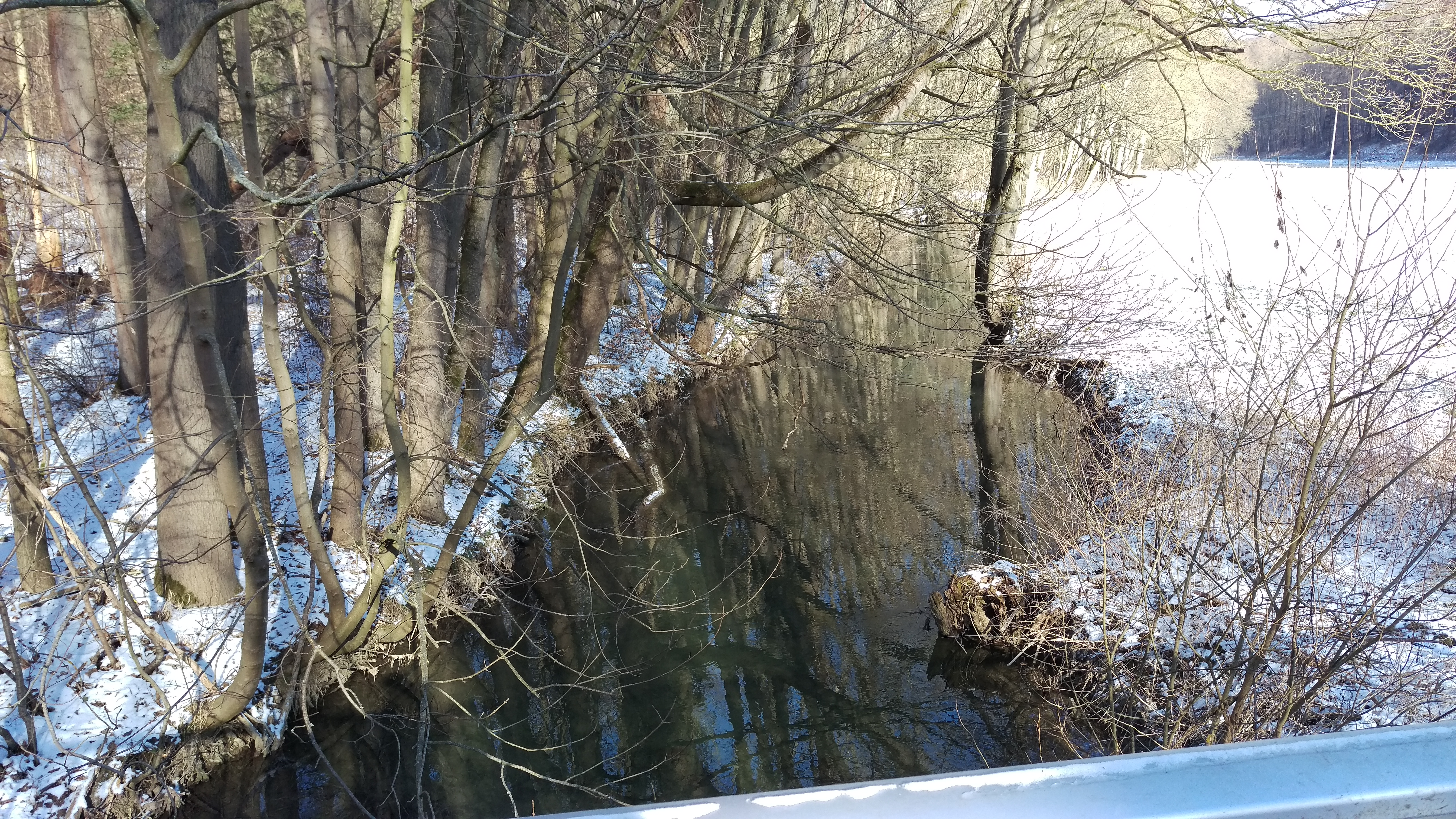
Die Helbe südlich von Dietenborn im März 2018

Das Helbetal selbst ist nicht besiedelt, im Umfeld befinden sich aber folgende Ortschaften:
- Holzthaleben im Westen
- Friedrichsrode im Nordwesten
- Kleinberndten im Nordosten
- Dietenborn in einem nordöstlichen Seitental
- Großberndten im Osten
- Himmelsberg im Südosten
- Wiedermuth im Süden
- Toba im Südwesten
- Großbrüchter im Südwesten

Verkehrsmäßig ist der untere Talabschnitt durch die Landesstraßen L 1033 von Kleinberndten und die L 2080 von Himmelsberg nach Toba erschlossen.
Historische Ansiedlungen befanden sich bei der Helbeburg mit der Wüstung Helbe und weiteren untergegangenen Orten wie Schierenberg (heute das sogenannte Backhaus), Ingelstedt, Harzungen.

### Nebentäler
In der stark zertalten Hochfläche münden infolge von Erosionen mehrere Nebentäler ein:
- Düsterer Grund nordöstlich von Holzthaleben (linksseitig)
- Wolfental nordöstlich von Holzthaleben (linksseitig)
- Feuergrund südöstlich von Friedrichsrode (linksseitig)
- Martinsgrund aus nördlicher Richtung (linksseitig)
- Tiefes Tal nördlich von Kleinberndten (linksseitig)
- Schinderloch nordwestlich von Großbrüchter (rechtsseitig)
- Ingelstedter Grund nordwestlich von Großbrüchter (rechtsseitig)
- Dietenborn südlich der Ortschaft Dietenborn (linksseitig)
- Habichtstal südwestlich von Großberndten (linksseitig)
- „Das Tal“ nördlich von Himmelsberg (linksseitig)

### Berge
Das Helbetal wird dabei von zahlreichen Bergvorsprüngen und Erhebungen des Dün und der Hainleite eingegrenzt:

- linksseitig:
  - Wedemark (ca. 440 m) östlich von Friedrichsrode
  - Feuerkopf (435,3 m) zwischen Friedrichshöhe und Kleinberndten
    - Schweinsrück (415,9 m)

  - Die Riesern (ca. 415 m) nordwestlich von Kleinberndten
  - Nonnenberg (408,4 m) südwestlich von Kleinberndten
  - Großer Mühlberg (ca. 370 m) südlich von Großberndten
  - Mittelberg (350,7 m) südlich von Himmelsberg
- rechtsseitig:
  - Feldberg (ca. 435 m) nordöstlich von Holzthaleben
  - Helbeburg (ca. 420 m)
  - Alte Hagen (408,0 m)
  - Riethberg (406,5 m) nördlich von Großbrüchter
  - Herrenrode (338,4 m) östlich von Toba

## Natur

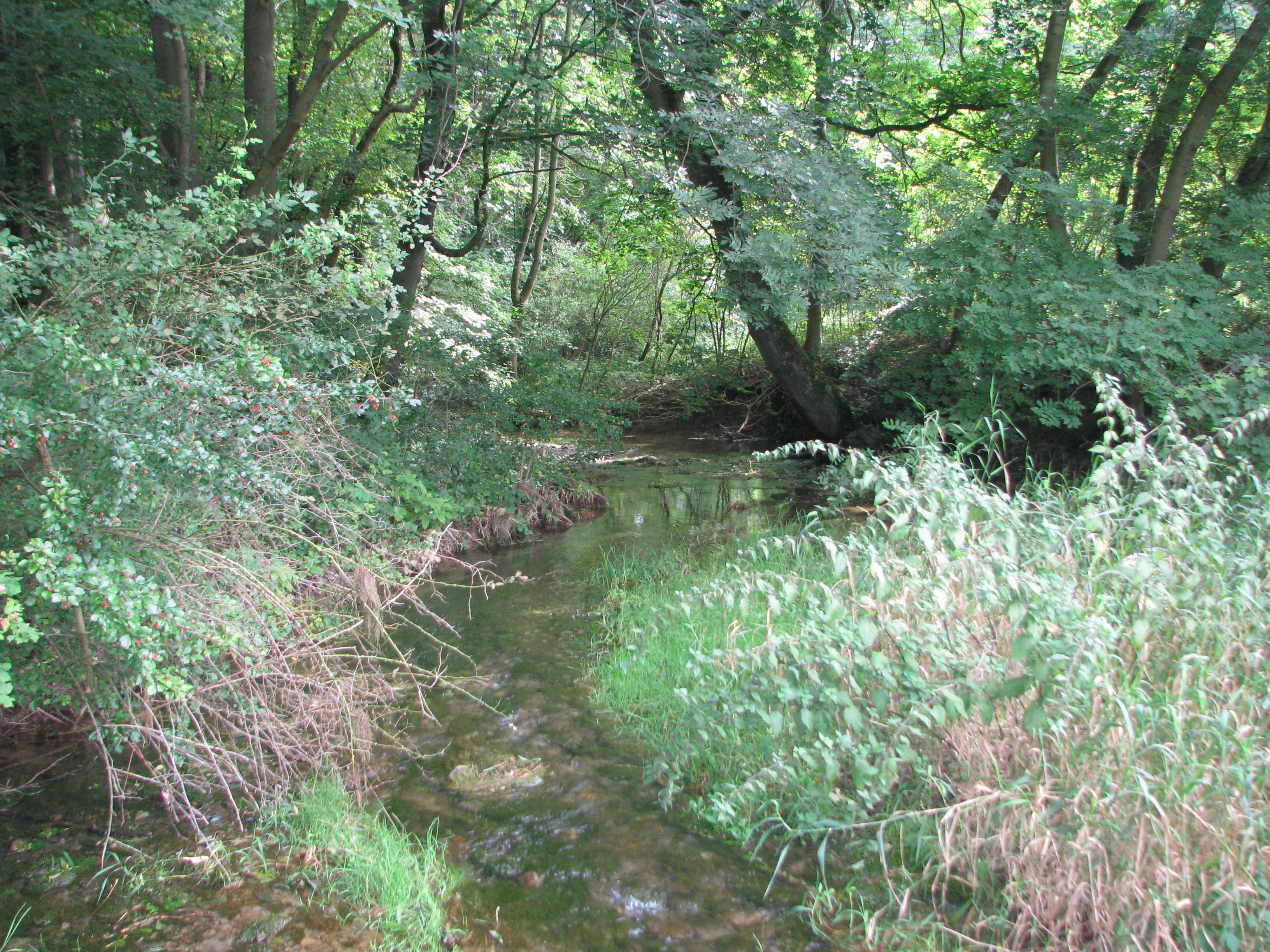
Die Helbe bei Großbrüchter

Das Tal mit seinen steileren Hängen und Hochflächen ist überwiegend bewaldet (Buchenmischwald), in den Talauen befinden sich Wiesen. Zum Schutz der Landschaft und seltener Pflanzen und Tiere wurden folgende Schutzgebiete ausgewiesen:
- NSG Feuerkopf (61 Hektar)
- NSG Himmelsberg (86 ha)
- am südlichen Rand NSG Holzenberg (85 ha)
- das Helbetal als östlicher Teil des LSG Dün-Helbetal.

Die Wasserführung der Helbe ist über die Jahreszeiten insbesondere im oberen Talabschnitt wegen der Karsterscheinungen sehr unterschiedlich. Erst im unteren Abschnitt führt sie relativ regelmäßig Wasser, so dass dort früher mehrere Mühlen betrieben wurden.

## Sehenswertes
Das Helbetal ist touristisch durch zahlreiche Wanderwege mit den umliegenden Orten verbunden. Sehenswürdigkeiten sind:
- Wallanlagen der Helbeburg nordöstlich von Holzthaleben
- das Kuxloch, eine Karstspalte von 43 Meter Tiefe bei der Helbeburg
- Steinerne Jungfrau, ein Steinkreuz, südöstlich von Friedrichsrode
- Dr. Klemm-Gedenkstein westlich von Himmelsberg
- Waldhaus